# Taxigramma karakulensis
Taxigramma karakulensis är en tvåvingeart som först beskrevs av Günther Enderlein 1933.  Taxigramma karakulensis ingår i släktet Taxigramma och familjen köttflugor.
Artens utbredningsområde är Uzbekistan. Inga underarter finns listade i Catalogue of Life.